# Catherine Falade
Catherine Olufunke Falade (nhũ danh Falodun) là giáo sư dược lý học và trị liệu, giám đốc Viện nghiên cứu & đào tạo y khoa tiên tiến tại Đại học Y khoa thuộc Đại học Ibadan ở Nigeria. Bà cũng là bác sĩ chăm sóc sức khỏe, dược sĩ tại Bệnh viện Đại học Ibadan. Nghiên cứu của bà tập trung vào bệnh sốt rét ở trẻ em. Bà hợp tác với các Đơn vị phòng chống sốt rét của cả Bộ Y tế Nhà nước và Liên bang.

## Lý lịch

### Giáo dục
Falade học bằng MB.BS (bằng cử nhân y khoa, cử nhân phẫu thuật, có sự phân biệt này trong ngành Nhi khoa) từ năm 1969 đến tháng 6 năm 1975 và thạc sĩ dược lý học và trị liệu từ năm 1999 đến tháng 2 năm 2001 tại trường Đại học Ibadan thuộc bang Oyo, Nigeria.

### Sự nghiệp
Falade học trường Đại học Ibadan ngày 28 tháng 5 năm 1994 và bà được đề nghị vào vị trí giảng viên cao cấp ngày 1 tháng 10 năm 1997. Bà là Quyền Trưởng phòng tại khoa dược lý học và trị liệu từ tháng 3 năm 2004 đến tháng 8 năm 2006, giữ chức vụ Trưởng phòng từ tháng 8 năm 2010 đến tháng 6 năm 2013. Bà giảng dạy các khóa dược lý và trị liệu ở cả bậc đại học và sau đại học tại Đại học Ibadan và đã từng làm khảo thí tại nhiều trường đại học khác nhau, bao gồm; Đại học Lagos, Đại học Obafemi Awolowo, Đại học Công nghệ Ladoke Akintola, Đại học Olabisi Onabanjo, Đại học Ambrose Alli, Đại học Ahmadu Bello, Đại học Ilorin và nhiều trường khác. Bà giành được học bổng Catherine & Frank D MacArthur năm 1997. Bà là thành viên Ủy ban quản lý an toàn và dữ liệu độc lập CDA từ tháng 10 năm 2006 đến 2009; thành viên của Ủy ban Tư vấn ACT về Y học Bệnh sốt rét (MMV) từ tháng 9 năm 2007 đến nay; khảo thí tại trường Đại học Y quốc gia từ năm 2006 đến nay; Nhân viên tại Đại học Bác sĩ Tây Phi từ năm 2000 đến nay; khảo thí tại trường Đại học Bác sĩ Phẫu thuật Tây Phi từ năm 2006 đến nay. Các công trình nghiên cứu của bà đã được tài trợ bởi nhiều tổ chức như SmithKline Beecham, Chương trình đặc biệt của Tổ chức Y tế Thế giới về Nghiên cứu và Đào tạo về Bệnh Nhiệt đới (WHO / TDR), Glaxo Wellcome, GlaxoSmithKline, USAID. Năm 2016, bà trở thành thành viên của Viện hàn lâm Khoa học Nigeria.

## Công trình
Bà giám sát sinh viên đại học và sau đại học cũng như các bác sĩ nội trú trong ngành dược lâm sàng. Bà cũng tham gia viết tạp chí chuyên ngành. Bà hợp tác với các nhà nghiên cứu khác. Đôi khi bà nghiên cứu độc lập.